# Inhaúma (Rio de Janeiro)
Inhaúma é um bairro da Zona Norte do município do Rio de Janeiro.
Seu IDH, no ano 2000, era de 0,810, o 81º melhor do município do Rio de Janeiro.

## História

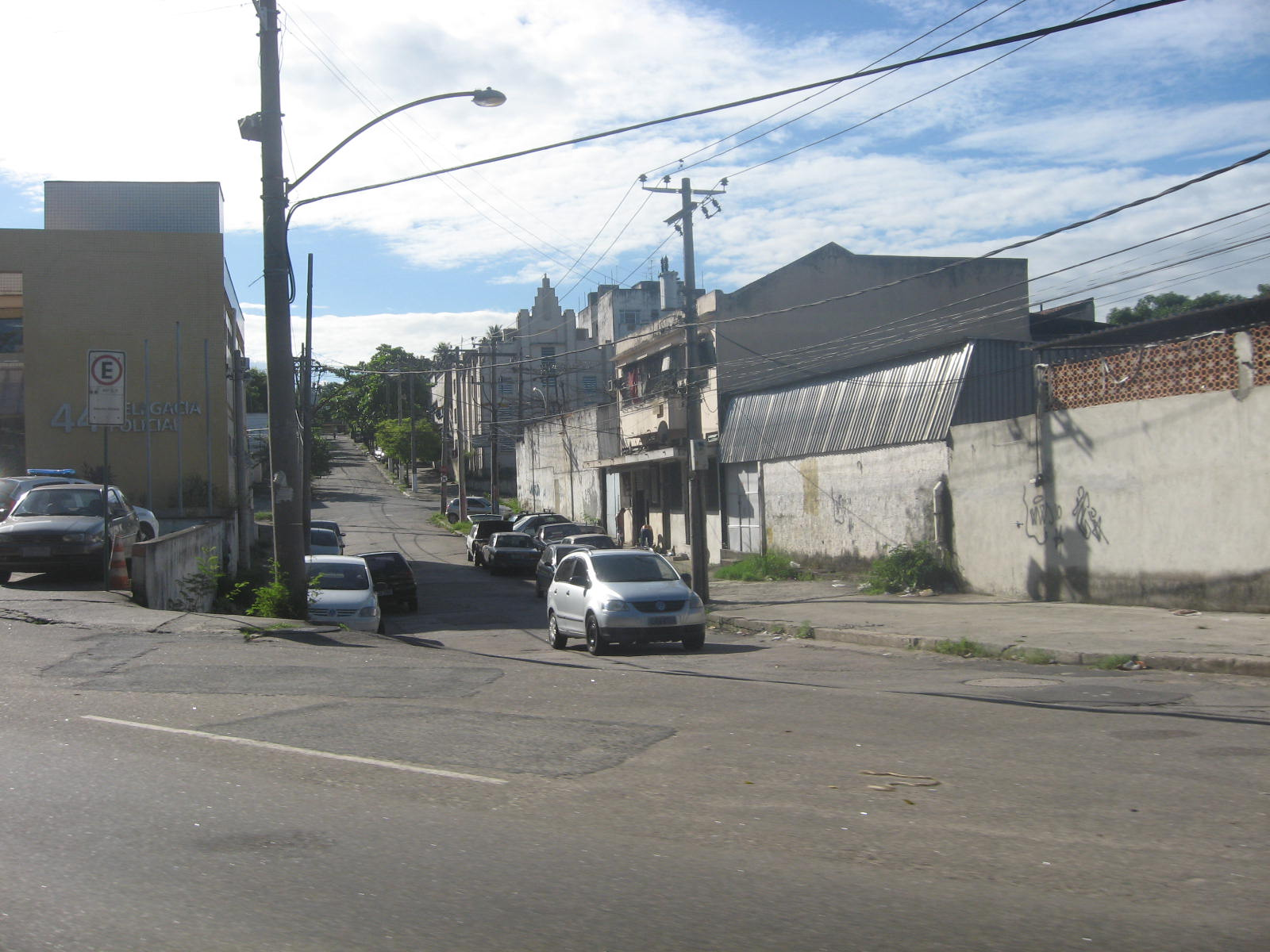
Vista do bairro de Inhaúma.

O nome possui origem indígena e remonta ao período em que as terras do bairro eram ocupadas pelos tamoios. É derivado do nome de um pássaro preto muito comum na região, quando ainda era uma aldeia indígena, intitulado "inhaúma". Essa ave de cor preta tem um chifre pontiagudo sobre a cabeça e habita lugares pantanosos como mangues.
A região faz limite com os seguintes bairros: Cachambi, Complexo do Alemão, Del Castilho, Engenho da Rainha, Engenho de Dentro, Higienópolis e Pilares .
O bairro destaca-se por sua grande importância histórica nas épocas do Brasil Colônia e Brasil Império. Atualmente, destaca-se negativamente pelo crescente número de favelas e pelo aumento da criminalidade.
Na época do descobrimento do Brasil pelos portugueses, seguindo a linha de contorno da Baía de Guanabara a partir de São Cristóvão, estendia-se uma grande planície recortada por rios e trilhas abertas por indígenas, que propiciaram o surgimento de pequenos ancoradouros em determinados pontos ao longo dos rios.
No litoral, encontravam-se enseadas e praias, localizadas frente ao arquipélago formado pelas ilhas do Pinheiro, Sapucaia, Bom Jesus, Fundão e a maior de todas, a Ilha do Governador.
Desde o início da colonização portuguesa do Rio de Janeiro, no século XVI, a história da região da Leopoldina está associada à necessidade de se buscarem novos caminhos para alcançar as capitanias ao norte e, depois, no século XVIII, para se chegar às Minas Gerais.
Esses novos caminhos tiveram um ponto de partida comum: a cancela dos Jesuítas, em São Cristóvão, conhecida como largo da Cancela. Esse ponto, estratégico para as atividades econômicas dos padres, marcava o encontro da Estrada Real dos Jesuítas com a que conduzia à Fazenda da Penha e às estradas Velha e Nova da Pavuna. Esta última ia até a antiga Venda dos Pilares. Outros caminhos foram se formando na medida em que surgiam novos núcleos populacionais, permitindo que os moradores chegassem ao centro da cidade por terra ou utilizando canoas e faluas para seguir o percurso dos rios até alcançar a Baía de Guanabara.
Ainda no século XVI, diz Vivaldo Coaracy em sua obra «O Rio de Janeiro no século 17», página 84, que, em 1565, Estácio de Sá havia concedido a Antônio da Costa uma sesmaria na então chamada «tapera de Inhaúma». As terras que, naquele mesmo ano, tinha o padre Gonçalo de Oliveira requerido e obtido para a Companhia de Jesus, estendiam-se, na sua vastidão, até aquela zona. Ciosos como se mostraram sempre os padres de suas propriedades, onde não toleravam intrusos, os moradores estenderam as lavouras e os engenhos para além dos limites da grande sesmaria. Há desde cedo referências a propriedades agrícolas na região de Irajá, donde mais tarde seria desmembrada a freguesia de Inhaúma. E são conhecidos os nomes de muitos habitantes que lá possuíam lavouras. Entre estes, figurava Baltasar de Abreu Cardoso, «homem dos principais da cidade», cujas terras lhe haviam sido concedidas por sesmaria de 1613, dentro da qual se erguia um alto e íngreme penhasco.

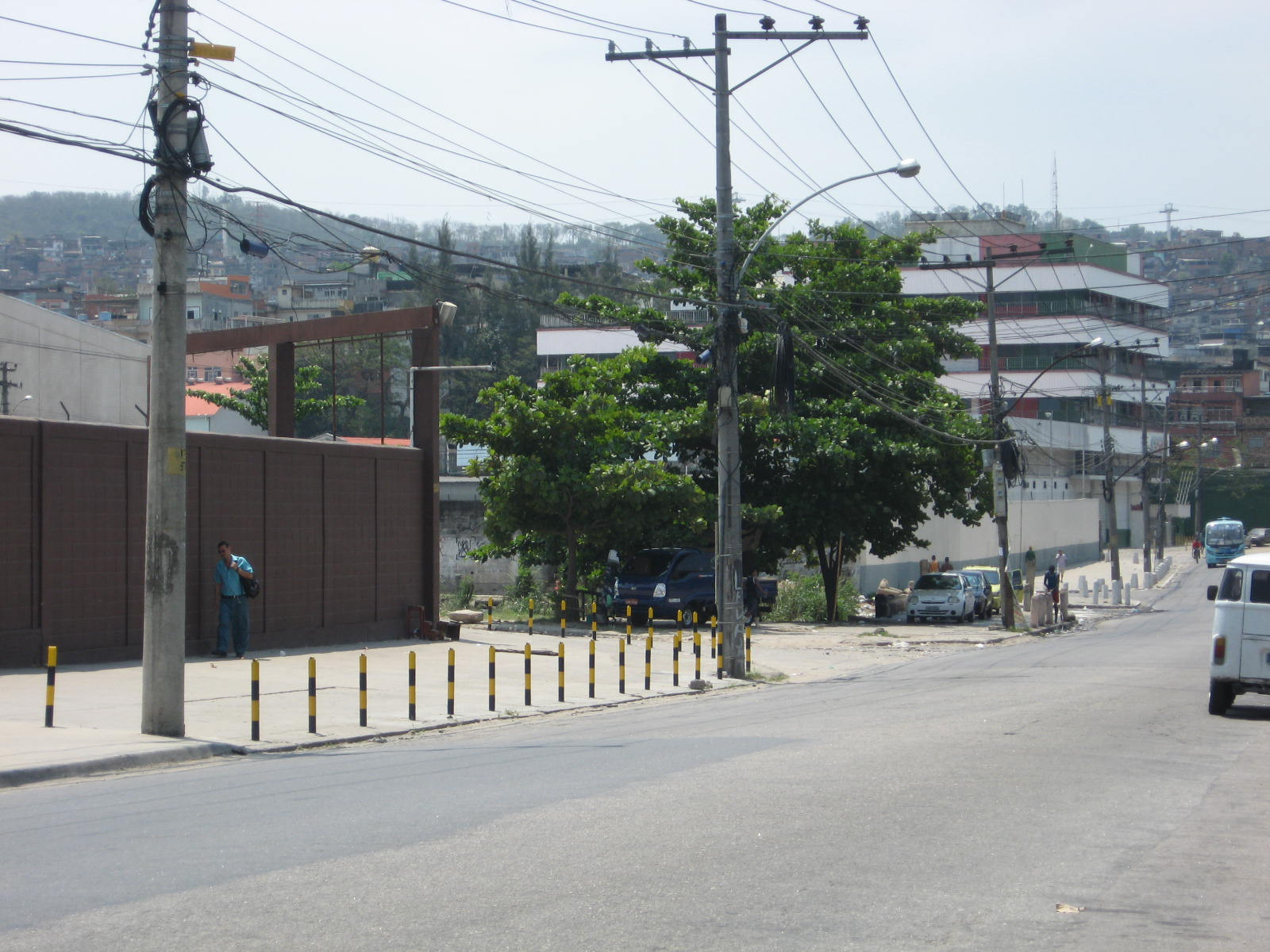
Vista de Inhaúma com o Complexo do Alemão ao fundo

Em 1643, o padre Custódio Coelho criou a Freguesia de São Tiago, devido à existência ali de atividades econômicas e de uma ocupação territorial que justificavam a medida.
Os jesuítas estabeleceram várias fazendas no percurso desses caminhos. Uma delas destacou-se como foco de atração para a ocupação da área: a Fazenda de São Tiago de Inhaúma, passada ao Vigário Geral Clemente Martins Mattos, principal incentivador do progresso na região. Abrangendo território extenso e fértil, lavrado por escravos e rendeiros livres, a fazenda estendia-se até as terras do Andaraí e do Engenho Novo.
Em 9 de março de 1743, a fazenda foi elevada à categoria de Paróquia de São Tiago de Inhaúma, tendo seu território desmembrado da Freguesia de Irajá e adquirindo autonomia como freguesia rural do Rio de Janeiro. Dois anos depois, por ordem do Bispo do Rio de Janeiro, erigiu-se ali uma capela, dando início à futura Igreja Matriz da região. Em meados do século XVIII, o território já abrigava pequenos porém produtivos núcleos rurais, espalhados por diversas localidades e ligados por portos fluviais e marítimos.
A região tornava-se cada vez mais importante para o abastecimento da cidade, com atividades econômicas que envolviam desde a lavoura de cana-de-açúcar e cultivo de arroz, milho e feijão até a produção de legumes e frutas variadas. Possuía ainda manufaturas de couro e de produtos de barro para construção, abrigando um comércio regular em seus portos e lugarejos.

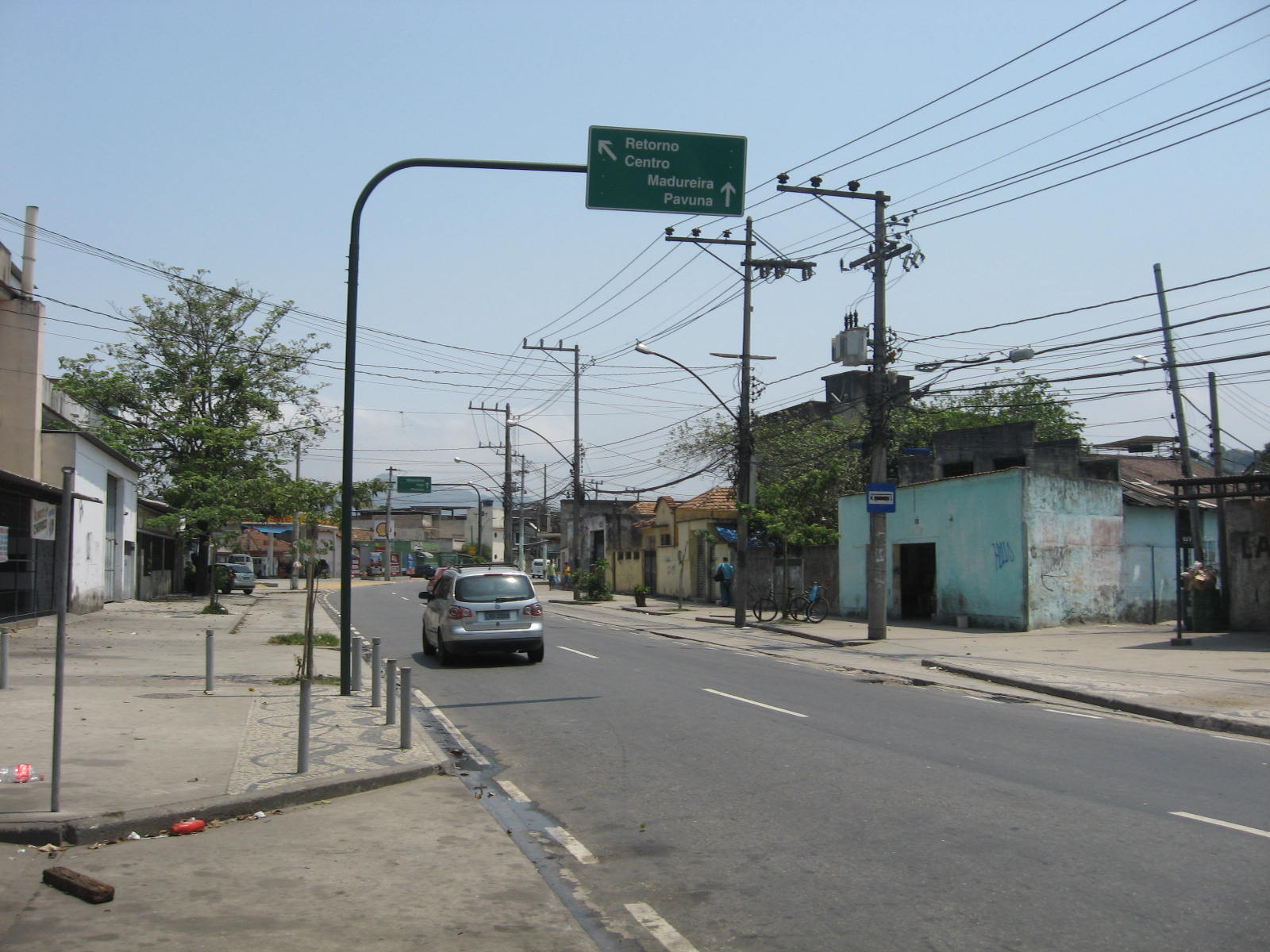
Detalhe de Inhaúma.

Em 1759, com a perseguição movida por Pombal culminando na lei de 3 de setembro, que expulsou os jesuítas de Portugal e seus domínios, a Fazenda de São Tiago foi confiscada e dividida em grandes lotes rurais, posteriormente vendidos. Na época da mineração do ouro de Minas Gerais, a região era ponto estratégico para o poder colonial, pois se encontrava no caminho do ouro desde as minas até o porto do Rio de Janeiro, onde era embarcado para Portugal.
No início do século XIX, as atividades comerciais intensificaram-se. A intensa atividade mercantil fez surgir, ao longo do tempo, uma série de pequenos núcleos suburbanos, seguindo as vias de escoamento dos produtos da região e de outros que vinham de fora, produzidos principalmente na Província de Minas Gerais.
A partir de 1808, com a vinda para o Rio de Janeiro da corte portuguesa, atravessando o oceano para fugir das Guerras Napoleônicas, o transporte a partir dos portos do interior da cidade, principalmente o de Inhaúma, passou a garantir o suprimento de inúmeros produtos requeridos pela nova capital do império.
Até cerca de 1870, a Freguesia de Inhaúma manteve seu caráter rural, mas já possuía núcleos suburbanos importantes. Dois deles se destacaram como estratégicos para o crescimento de toda a região: Inhaúma, por causa do florescente porto criado ainda no século XVI e Bonsucesso.
O Porto de Inhaúma localizava-se onde termina a atual Avenida Guilherme Maxwell, no cruzamento com a rua Praia de Inhaúma e servia para escoar os produtos explorados e cultivados na região, tendo sido de grande importância para o desenvolvimento dos subúrbios. Utilizado como comunicação com o Caju, São Cristóvão, as ilhas próximas ao litoral de Inhaúma e com o centro da cidade, formou-se em seu entorno um núcleo de população e de comércio.
Já Bonsucesso surgiu no entroncamento de duas estradas: a da Penha e a que chegava ao porto. A localidade passou a ter uma ocupação mais efetiva depois que, em 1754, D. Cecília Vieira de Bonsucesso, proprietária da Fazenda do Engenho da Pedra, reformou e embelezou a antiga capela, edificada em 1738 no Engenho da Pedra por um devoto de Santo Antônio. Como consequência, os canaviais dos arredores passaram a ser chamados de Campos de Bonsucesso, tendo o Engenho da Pedra, com o tempo, incorporado o nome Bonsucesso.
Com a melhoria dos acessos à região de Inhaúma por terra, a partir de meados do século XIX, o antigo porto de Inhaúma entrou em decadência, desaparecendo progressivamente em função dos inúmeros aterros que se sucederam na região.

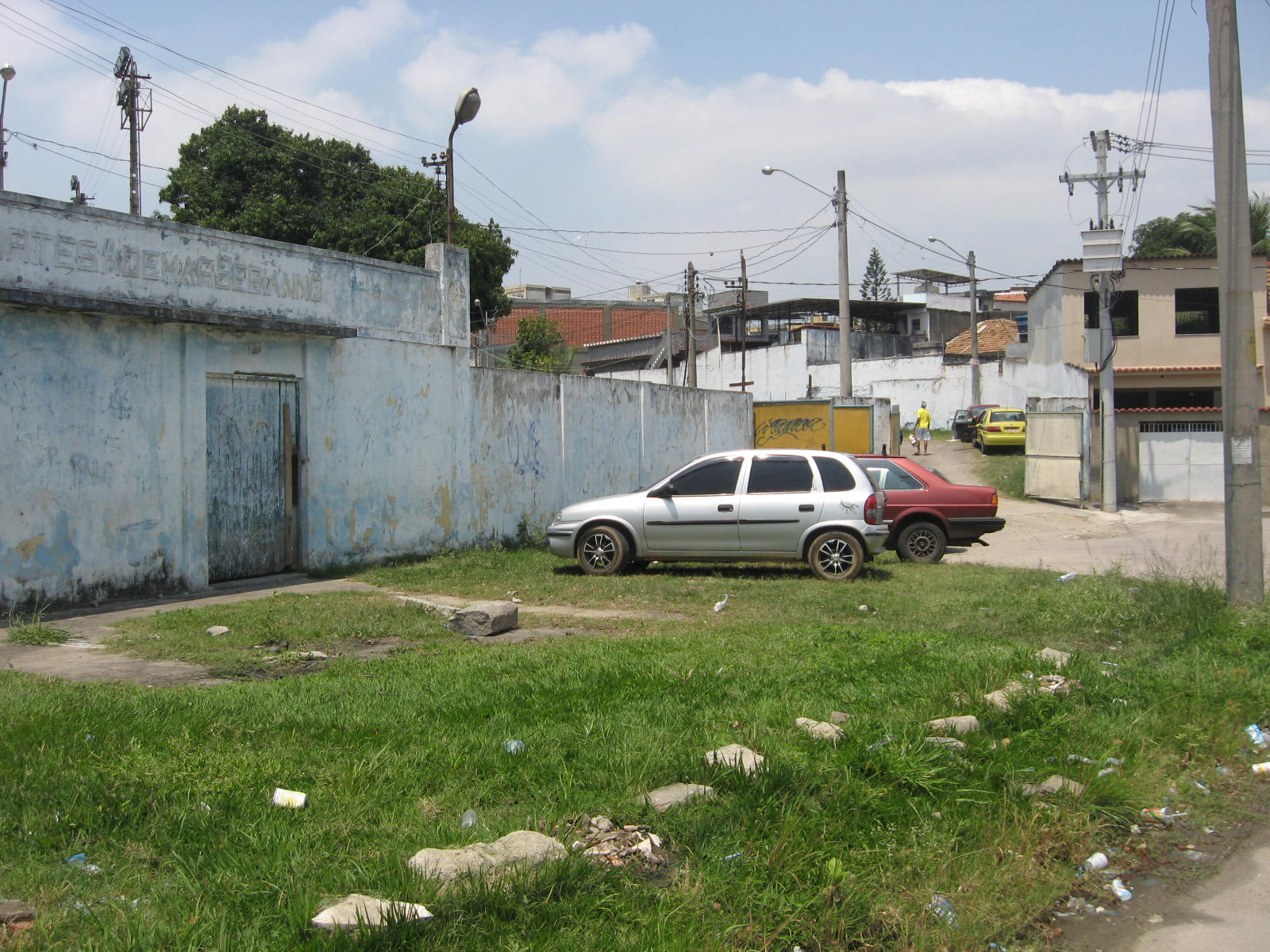
Sede do Everest Atlético Clube.

Em 1886, foi inaugurada a Northern Railway - Estrada de Ferro Norte - mais tarde incorporada ao sistema da Estrada de Ferro D. Pedro II (futura Central do Brasil), ganhando a denominação de Estrada de Ferro Leopoldina.
A construção da ferrovia foi considerada uma das grandes obras de engenharia da época, obrigando à solução de difíceis desafios técnicos, como o percurso traçado sobre terrenos pantanosos e alagadiços que contornavam a Baía de Guanabara. Representou também uma importante obra sob a ótica da iniciativa privada, ao atrair a participação dos proprietários das fazendas e sítios localizados em seu trajeto, interessados em doar terras para a passagem dos trilhos, visando à melhoria das condições de transporte de seus produtos e à valorização de suas propriedades.
Em troca, seus nomes foram dados aos pontos de parada do trem e, posteriormente, aos bairros que se formaram no entorno das futuras estações. Surgiram assim a Parada do Amorim, proprietário do sítio de Manguinhos; o bairro Bonsucesso, incorporando a antiga denominação legada por dona Cecília Vieira de Bonsucesso; a Parada de Ramos, por causa da fazenda de Fonseca Ramos.
Olaria recebeu o nome devido à sua manufatura de telhas e tijolos e Penha, porque a parada ficava na fazenda do mesmo nome. Esta última possuía a formação rochosa sobre a qual foi construída a famosa igreja.
Entre o final do século XIX e o início do século XX, Bonsucesso foi o primeiro núcleo a prosperar, principalmente em função do Porto de Inhaúma. Foi seguido por Olaria, Penha e Ramos, que se tornou um empório comercial e centro dos mais efervescentes na região.
Em 1892, a Fazenda de Manguinhos, de D. Alexandrina Rosa de Carvalho, foi desapropriada pelo governo, instalando-se ali o Instituto Oswaldo Cruz, primeira importante instituição no litoral de Inhaúma.
Em 30 de dezembro de 1902, durante a presidência de Rodrigues Alves (1903-1906), Pereira Passos assumiu a prefeitura do Rio, dando início à terceira reforma urbanística da cidade, projeto de grande envergadura realizado no período conhecido como "Bota-abaixo", quando a Cidade passou por grandes transformações. Esse fato gerou um crescimento desordenado em núcleos da Região Leopoldina, assim como em outros bairros nos subúrbios cariocas.
Durante a transformação urbana empreendida pelo prefeito Pereira Passos, a Leopoldina foi invadida pelos habitantes expulsos do Centro, em consequência da demolição de inúmeros cortiços. As camadas mais pobres da população, que ocupavam a área demolida, foram obrigadas a se retirar, iniciando uma busca por terrenos e moradias baratas e promovendo uma intensa ocupação, de forma tipicamente linear, ao longo das ferrovias.
Iniciou-se um intenso processo de loteamentos na Região, na qual os terrenos, vendidos em prestações mensais, facilitaram a vertiginosa ocupação das terras fracionadas. A Região Leopoldina foi pioneira no financiamento para aquisição de lotes de terrenos e, como consequência, entre 1890 e 1906 a Região teve o maior crescimento populacional, entre todas as outras do Município: 293%.

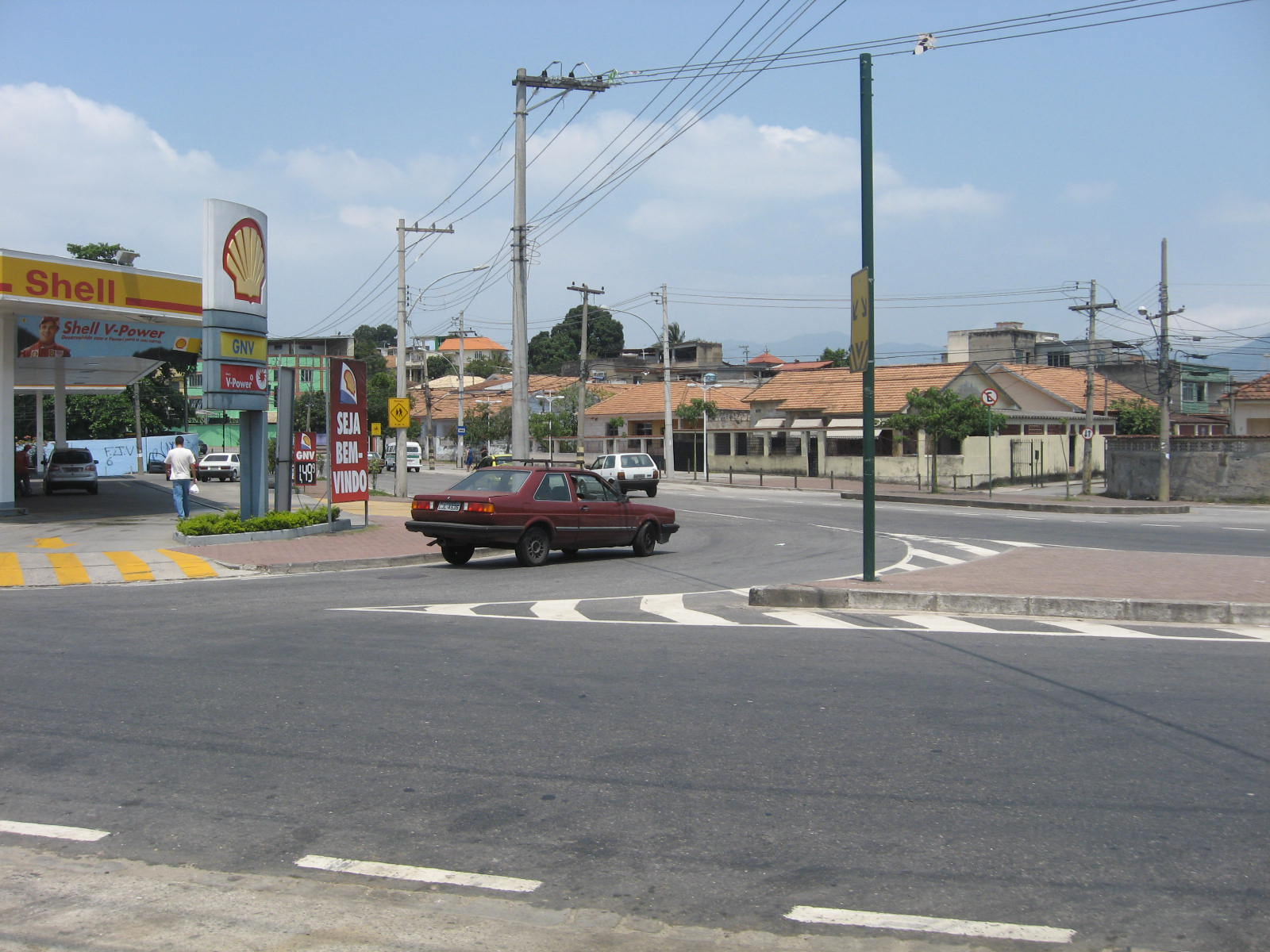
Inhaúma.

Em 1906, a população da Cidade alcançou 811.443 habitantes. Em 1914, por iniciativa do engenheiro Guilherme Maxwell, descendente de ingleses, último proprietário do antigo Engenho da Pedra, foi criada a Cidade dos Aliados, moderno loteamento constituído por praças e ruas projetadas segundo os preceitos urbanísticos que nortearam o projeto de embelezamento de Pereira Passos. O nome dos logradouros homenageava os países aliados na Primeira Guerra Mundial: Praça das Nações, avenidas Roma, Londres, Bruxelas e Nova Iorque. Esse projeto implementou efetivamente a urbanização da Região.
Já a enseada de Inhaúma manteve seu aspecto original até 1920, quando a orla sofreu, a partir do Caju, inúmeros aterros feitos em seus manguezais pela Empresa de Melhoramentos da Baixada Fluminense, do engenheiro Alencar Lima. Esses aterros seriam posteriormente utilizados para a construção da Avenida Brasil, e parcialmente ocupados pela Aeronáutica, pela Marinha, pelo Ministério da Saúde e pela Refinaria de Manguinhos.
A partir de 1930, com o território urbanisticamente consolidado, iniciou-se um surto industrial na Região, que ainda conservava características mistas de uso residencial e comercial. A população, basicamente proletária, concentrava-se nos núcleos mais importantes, ao longo da Estrada de Ferro Leopoldina. Mas só a partir do Decreto 6000/37, quando foi definida como zona industrial, a área começou a mudar de configuração.
O processo acelera-se durante a Segunda Guerra Mundial, com o esforço de guerra dos aliados diminuindo o fluxo de importações e estimulando a fabricação nacional de produtos anteriormente importados, o que promove uma multiplicação de pequenas e médias fábricas entre os bairros de Bonsucesso e Olaria.
O evento ganha importante dimensão também do ponto de vista urbanístico, ao promover a aceleração dos trabalhos de saneamento das bacias hidrográficas da Região, como a do Rio Faria-Timbó, entre a Avenida Itaoca e a Estrada Velha da Pavuna. Em 1942, as obras já estavam concluídas, possibilitando a implantação de indústrias pioneiras, como a Fábrica de Papel Tannuri e inúmeras outras que ali se instalaram, nos anos seguintes.
Se por um lado o governo da então capital do país estimulava a implantação de inúmeras indústrias, por outro não dotava a Região das obras civis necessárias à sua infraestrutura, possibilitando uma ocupação desordenada por pequenas indústrias, mas deixando de adequar os bairros para enfrentar os problemas de inundações e da falta de saneamento básico, contribuindo em muito para a degradação de grande áreas.
O processo de crescimento culmina com a inauguração da Avenida Brasil, em 1946, durante o Estado Novo. Criada com o objetivo de descongestionar os eixos da Rodovia Rio-Petrópolis e da Rio-São Paulo e diminuir os custos da circulação de mercadorias, a construção da nova via expressa tinha a pretensão de incorporar ao tecido urbano da Cidade terrenos para uso industrial, como galpões para manufaturas e oficinas, entre outros, deixando livres apenas os terrenos destinados às instalações militares.
Até então desenvolvida ao longo da Estrada de Ferro Leopoldina, a ocupação da Região desloca-se para os espaços localizados ao longo do eixo da nova avenida-rodovia. No entanto, a industrialização pretendida não ocorre. O transporte rodoviário só se viabiliza efetivamente a partir de meados da década de 1950, com a implantação da indústria automobilística, inserida no modelo de desenvolvimento baseado no binômio energia e transportes, do governo do presidente Juscelino Kubitschek.

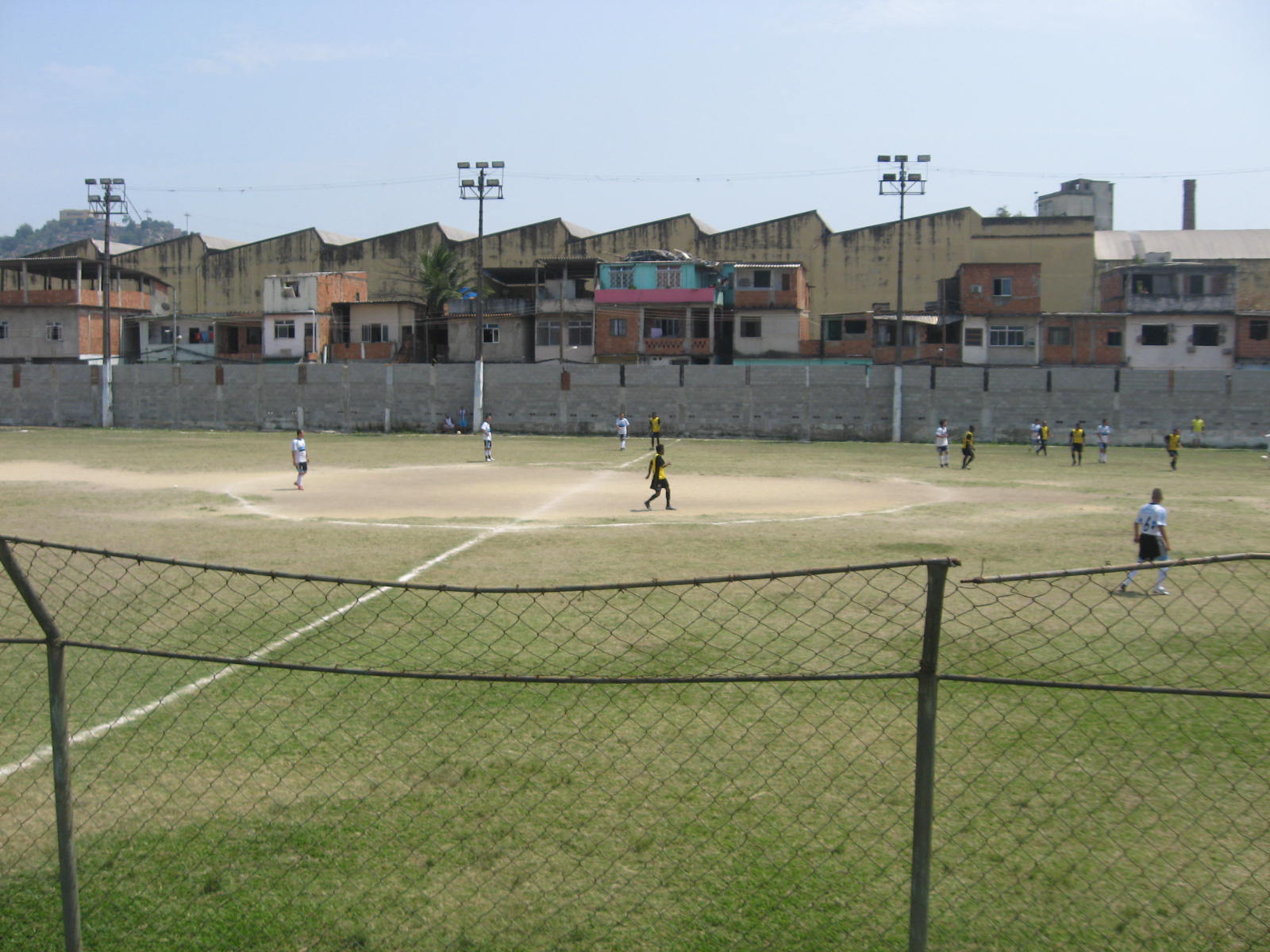
Estádio Ademar Bebiano, a praça de esportes do Everest Atlético Clube.

A grande avenida, obra de engenharia de porte executada sobre aterros e oriunda de um modelo econômico-industrial que só se concretizaria mais tarde, acaba possibilitando a invasão das áreas não ocupadas pelas indústrias, desencadeando um processo de favelização ao longo do seu trajeto.
A favelização, todavia, não ocorre especificamente na Região Leopoldina, posto que um dos fatores considerados fundamentais para a instalação das indústrias era exatamente a proximidade de locais onde havia grande concentração de mão-de-obra barata. Invasões e ocupações irregulares já eram bastante comuns em outras áreas industriais da Cidade.
Independentemente dos fatores que contribuíram para impedir um crescimento ordenado e produtivo, a Região Leopoldina consolida-se através dos anos como importante centro de comércio varejista e de serviços. Seu desenvolvimento peculiar deve-se historicamente às vias fluviais, portos e caminhos levando às regiões ao norte da Cidade, além de dois vetores que diferenciam o crescimento da Região: a Estrada de Ferro Leopoldina e a Avenida Brasil.
A partir da década de 1960, com a mudança da capital para Brasília e a transformação da Cidade do Rio de Janeiro em Estado da Guanabara, o crescimento econômico da Região começa a diminuir. O fato de não terem ocorrido os resultados esperados ao longo da Avenida Brasil, a perda do status de Estado, com a transformação em Município, além de outros aspectos relacionados à conjuntura econômica nacional e ao próprio desenvolvimento econômico da Cidade, acabam contribuindo para levar a Região à estagnação.
Nos anos seguintes desenvolve-se um forte comércio varejista em vários setores - alimentação, vestuário, calçados, eletrodomésticos, entre outros - surgindo ainda atividades ligadas a serviços, com predominância de depósitos, transportadoras e oficinas. E embora o setor habitacional não tenha evoluído, o industrial ainda continua expressivo.
Integrada ao tecido urbano da Cidade através de três fases distintas, a Região está indelevelmente ligada a diferentes sistemas de transportes: o fluvial-marítimo, com seus portos integrados por caminhos que, do século XVI ao XIX, funcionaram de forma extremamente eficiente; o ferroviário, com a inauguração da ferrovia que, a partir de 1886, efetiva a ocupação da Região, delimita os bairros e lhe dá o próprio nome; e o rodoviário, com as suas vias internas e, principalmente, com a construção da Avenida Brasil, após 1946.
O progresso prometido pelo Metrô em fins da década de 70 e início da década de 80, mesmo com a integração do bairro com o centro da cidade, não trouxe mais benefícios de problemas a região, segundo moradores mais antigos do bairro. Ocorre que o local onde foi construída a estação, de superfície, era conhecido como o coração comercial do bairro. Com o Metrô, o que havia no local foi posto a baixo, inclusive uma praça pública, fato que concentrou o comércio do bairro em torno da Praça 24 de Outubro e levou ao abandono o "outro lado do bairro",onde se localiza o cemitério, fazendo com que ruas como Alvaro de Miranda entrassem em decadência nas décadas seguintes. Ainda hoje (2010) é possível ver em uma área da passarela que dá acesso a estação de Metrô, no lado da Rua Padre Januário, restos de azulejos que faziam parte de cozinhas e banheiros de imóveis que ali estiveram estabelecidos no passado.
Antes do Metrô, Inhaúma já havia tido sistema de transporte sobre trilhos. A estação Inhaúma da Estrada de Ferro Rio de Ouro foi construída em 1898 de demolida e após a desativação do ramal, em torno de 1968, foi demolida. 
Permanece o esvaziamento econômico da Região, com retração e transferência de indústrias para outras áreas. Apesar disso, a Leopoldina ainda destaca-se por sua pluralidade de vocações - residencial, comercial e industrial - consolidadas através de uma evolução histórica que a diferencia das demais regiões. Em seus portos, trilhos e estradas abrindo fronteiras ao norte encontra-se, portanto, o resumo da sua história.
O bairro, outrora chamado de Real Freguesia de Inhaúma, já foi uma aldeia de índios Tamoios. Após o governador Estácio de Sá passar as terras para posse dos jesuítas, esta região ganhou o nome de Inhaúma, que, em tupi quer dizer argila de prato ou ainda corrente escura ou barrenta. Posteriormente, com a expulsão dos jesuítas pelo Marquês de Pombal, Inhaúma já havia se tornado um dos principais pontos do Rio de Janeiro, pois por ali transitavam os produtos agropecuários vindos do interior. Estes eram colocados em canoas e desciam os rios Pavuna e Meriti, para abastecimento da capital.
O início do século XIX foi marcado pelo incremento das atividades comerciais, nomeadamente a partir de 1808, com a vinda da Corte Portuguesa para o Brasil. Os portos da cidade passaram a receber maior volume de mercadorias, o que se refletiu também no movimento do porto de Inhaúma, então localizado onde hoje termina a Avenida Guilherme Maxwell, no cruzamento com a rua Praia de Inhaúma.
O tempo foi passando e essas atividades foram se concentrando em Engenho da Pedra, Engenho da Rainha, Quinta de Santana e Fazenda do Capão do Bispo. O proprietário do Engenho da Rainha, o coronel Antônio Joaquim de Souza Pereira Botafogo era incentivador do comércio na região e da venda de terras em lotes e prestações. Foi também o coronel que doou terra para a construção do cemitério, abriu várias ruas e até uma praça, que ainda hoje leva o seu nome: Praça Botafogo.
A vasta área do bairro foi desmembrando-se em várias paróquias que, por sua vez, foram transformadas em novas circunscrições. Vale a pena mencionar as seguintes ocasiões: em 1915, as paróquias de Cascadura, Engenho de Dentro, Madureira, Olaria e Piedade; em 1920, as de Bonsucesso e Divino Salvador; em 1931, as de Aparecida e Del Castilho; em 1934, a de Pilares e em 1947, a de Engenho da Rainha.
Hoje, no bairro de Inhaúma fica localizada a sede da XII Administração Regional, que compreende os seguintes bairros: Higienópolis, Del Castilho, Maria da Graça, Inhaúma, Engenho da Rainha e Tomás Coelho.

### Prédios históricos
- Prédio localizado na Estrada Ademar Bebiano que já foi um Asilo nas décadas de 60 a 2010, atualmente funciona como uma das capelas da Paróquia de São Tiago está atualmente no centro da comunidade chamada Fazenda das Palmeiras.

- Prédio da escola municipal Barão de Macahubas, na Rua Padre Januário, datado de 1907.

- Os templos das tradicionais igrejas do bairro a de São Tiago e a Primeira Igreja Batista em Inhaúma, ambas localizadas na Rua Padre Januário (uma das principais ruas de acesso ao bairro).

### Principais logradouros
- Estrada Ademar Bebiano - Liga o Bairro de Del Castilho com o Tomás Coelho. Nesta estrada encontram-se alguns dos pontos principais de comércio e indústria do bairro. Por ela passa boa parte das linhas de ônibus que atravessam o bairro. Anteriormente denominada Estrada Velha da Pavuna.
- Avenida Itaóca - Liga o bairro de Bonsucesso a Inhaúma. Nesta avenida encontram-se os principais pontos industriais do bairro.
- Avenida Pastor Martin Luther King Jr. - Une vários bairros da zona norte do Rio de Janeiro, estando presente onze estações de metrô ao seu entorno. Neste local fica a Estação Inhaúma. É onde localiza-se o cemitério de Inhaúma. Anteriormente denominada Avenida Automóvel Clube.
- Rua Padre Januário - Liga a principal área comercial do bairro e a principal praça, denominada 24 de Outubro, a estação de metrô. Nesta rua encontram-se as principais Igrejas do bairro, a Paróquia de São Tiago e a Primeira Igreja Batista de Inhaúma. Interliga a Avenida Pastor Martin Luter King Júnior com a Estrada Adhemar Babiano(Antiga Estrada Velha da Pavuna)
- Rua José dos Reis - O trecho desta rua que se encontra em Inhaúma liga o bairro a uma saída da Linha Amarela e ao bairro de Pilares.
- Rua Álvaro de Miranda - Esta rua liga o bairro de Inhaúma ao bairro de Pilares
- Rua Canitar - Esta rua liga a Estrada Ademar Bebiano ao Complexo do Alemão.

### Praças de Inhaúma
- Praça 24 de Outubro - Centro comercial do bairro de Inhaúma, onde aos sábados acontece uma feira de variedades.

- Praça Monsenhor Dr. Lucas - Praça de lazer na Vila Santo André, com parquinho infantil e campo de futebol.

- Praça Constança/Praça Botafogo - Praça que foi dividida ao meio devido a obra do Metrô.

### Geologia
- Pedreira Inhaúma - A pedreira Inhaúma localiza-se na Serra da Misericórdia, geograficamente situada entre os bairros da Penha, Olaria, Bonsucesso e Inhaúma. Na área da mineração em questão encontra-se o granito, assim como rochas gnáissicas.[8] As ultimas ruas que cortam a Estrada Ademar Babiano (sentido Tomás Coelho) tem como final a pedreira, dando acesso a Serra. Ler tese da COPPE-UFRJ de Tito Luiz de Araújo Neto, que relaciona os graves impactos (sociais e naturais) provocados na Serra da Misericórdia em razão da extração ilegal na Pedreira de Inhaúma.

## Dados estatísticos
Informações estatísticas sobre o bairro de Inhaúma:

### População residente, por idade - Dados de2000
População Total: 42 722
- < de 1 ano - 642
- 1 ano - 644
- 2 anos - 676
- 3 anos - 650
- 4 anos - 634
- 5 anos - 655
- 6 anos - 631
- 7 anos - 618
- 8 anos - 577
- 9 anos - 670
- 10 anos - 646
- 11 anos - 664
- 12 anos - 663
- 13 anos - 607
- 14 anos - 675
- 15 anos - 681
- 16/17 anos -   1 446
- 18/19 anos -   1 610
- 20/24 anos -   3 746
- 25/29 anos -   3 363
- 30/34 anos -   3 208
- 35/39 anos -   3 272
- 40/49 anos -   5 921
- 50/59 anos -   4 303
- 60/64 anos -   1 625
- 65/69 anos -   1 459
- 70/74 anos -   1 117
- 75/79 anos -     721
- 80 anos ou mais -    598

### Creches - matrículas e nº creches na rede municipal de ensino - Dados de 2000
- Matrículas - 50

- Número de creches - 1

### Pré-escola e ensino fundamental - matrículas e nº de escolas na rede municipal de ensino - dados de2000
- Matrículas - 10 953

- Número de escolas - 11

### Área Territorial, área acima da cota 100m - dados de2000
- área (ha) -  348,53

- área cota mais100m (ha) -  4,72

- %cota mais100m  - 1,35

### Total das antenas de telefonia móvel pessoal instaladas - dados de2000
- TIM - 1

- CLARO - 3

- OI - 3

- VIVO - 1

## Transportes
- Trem - Aberta em 1898 a estação de trem de Inhaúma fazia parte da Estrada de Ferro Rio d'Ouro, que foi desativada por volta de 1968. Posteriormente, a estação foi demolida.
- Pré-Metrô / VLT - Em março de 1983, foi inaugurada a estação Inhaúma, que fica na Avenida Automóvel Clube, próximo ao Cemitério de Inhaúma. Originalmente a estação não fazia parte do projeto da linha 2 do Metrô do Rio de Janeiro, até que em junho de 1980 decidiu-se que o trecho original - Estácio x Maria da Graça - seria esticado até Inhaúma, onde começaria o pré metrô até a Pavuna. De fato muitas mudanças ocorreram no projeto e a estação ligava o trecho Maria da Graça-Irajá. Em função de um vazamento da CEDAE no Engenho da Rainha em 1985 o trecho foi interrompido, sendo reaberto apenas em 1987, tendo Inhaúma como estação terminal, o que movimentou a região ao entorno da estação, pois moradores de bairros da cercania utilizavam a estação para entrar no sistema do Metrô. Por falta de Material rodante o trecho foi interrompido novamente em 1994. O fato é que durante o período de pré metrô a estação teve uma importância maior ao bairro que em seu futuro, e atual, momento, onde já atua como metrô. É que durante alguns anos a estação de Inhaúma foi terminal provisório da linha 2, sendo ponto de transferência entre muitos passageiros que vinham de outros bairros para integrar o sistema, o que movimentava o comércio local.
- Metrô - Após sete meses de paralisação o sistema volta a funcionar com a intenção de fazer a migração de Pré-Metro para o Metrô, o que ocorre anos após com o fim da transferência em Maria da Graça e com a substituição dos carros do VLT, devido ao aumento da demanda, já que o sistema contava com várias estações até a Pavuna.
- Bondes - Em 1909, Inhaúma tinha duas linhas de bondes da Companhia Ferro Carril Cachambi. Eram as linhas Méier x Inhaúma e Todos os Santos x Inhaúma. Em 1923, a Light inicia da duplicação da linha de Inhaúma, entre o Méier e o caminho de Pilares.[10] O sistema de bondes elétricos no bairro foi desativado no final dos anos 1960.

## Educação e Cultura
- Brasil Alfabetizado - Alfabetização de Jovens e Adultos - AMORVISA

### Escolas Municipais
- Escola Municipal Henrique Foréis
- Escola Municipal Professor Afonso Várzea
- Escola Municipal Nereu Sampaio
- Escola Municipal Barão de Macahubas
- Escola Municipal Ceará
- Escola Municipal Nicolau Antônio Taunay
- Escola Municipal Olavo Josino de Salles
- Escola Municipal Gustavo Armbrust
- Escola Municipal Rubens Berardo
- Escola Municipal Joaquim Ribeiro
- Classe em Cooperação Domingos Bebiano
- Escola Municipal José Aparaecido do Prado Sarti

### Escolas Estaduais
- Colégio Estadual Barão de Macahúbas
- Colégio Estadual Olavo Josino de Salles

### Cultura
O bairro de Inhaúma nos dias de hoje não apresenta vasta opção de elementos culturais, mas ainda tem três escolas de samba. Mas já houve cinema, bailes de carnaval em seu principal clube, entre outros. Inhaúma atraiu a boemia musical carioca a partir dos anos 60, com a construção da Cidade do Som. Eram prédios planejados pela Ordem dos Músicos do Brasil para assegurar casa própria a sambistas com talento inversamente proporcional a sua renda.

#### Escolas de Samba
- Mocidade Independente de Inhaúma - Fundada em 7 de maio de 1995. Originalmente tinha sua quadra na favela da Fazendinha, mas que atualmente vem mudando de endereço anualmente.
- Boêmios de Inhaúma -  é sediada no bairro do Engenho da Rainha, mas leva o nome do bairro de Inhaúma.

#### Quadrilhas
- Quadrilha Santo André - Fundada por moradores da Vila Santo André e com apoio da Associação de Moradores, faz durante os meses de junho, julho e agosto, diversas apresentações em festas juninas em Inhaúma e região.

#### Gêneros culturais ao céu aberto
- Shows da banda NEANDERTHAL formado por moradores nascidos no bairro - Acontece aos sábados à noite, encontro de jovens rockeiros na parte superior da Praça XXIV de Outubro.

#### Cinema
- Cine Cruzeiro (extinto) - O bairro já contou com duas salas de cinema, o Cine Cruzeiro, que era localizado na Rua Padre Januário, próximo Praça Botafogo, antes da divisão do bairro pelo metrô.

- Também teve outro cinema que funcionou por pouco tempo em frente a escola Barão de Macaúbas,  também na rua Padre Januário nº 119 que se chamava Cine São João, um prédio comprido e amarelo existente até hoje ao lado de uma vila de casas, onde funciona uma loja.

#### Clubes
- AMABI, anteriormente chamado Clube da Associação Atlética Nova América, que atualmente é voltado para alguns shows, além dos ensaios da Mocidade Independente de Inhaúma. Já foi local de vários bailes de carnaval, que começaram a se extinguir no final da década de 80/início da década de 90, além de partidas de futebol de salão da Associação que dava nome ao clube.

- Clube Português de Inhaúma, onde descendentes de portugueses (que existem em grande número neste bairro) e convíveres participam de encontros sociais, sendo também utilizado para práticas desportivas e comemorações festivas.

#### Biblioteca
- Clube do Livro - Biblioteca da AMORVISA - Rua Lord Baden Powell, 134 - Subsolo

#### Música
- Banda Neanderthal - Do bairro de Inhaúma saiu a banda de rock Neanderthal. A banda iniciou sua carreira com shows livres na praça 24 de Outubro, localizada no bairro de Inhaúma.

#### Festas de Rua
- Festa de São Tiago - A festa, realizada em julho, que hoje acontece no estacionamento e pátio da Paróquia de São Tiago era realizada em um trecho da Praça 24 de Outubro e durava um final de semana. Atualmente são apresentadas dança de quadrilhas e é realizada a Gincana da Festa de São Tiago. Quando era realizada na rua existia o passeio ciclístico com participantes fantasiados.
- Festa Junina da Paróquia de São Tiago - A festa era realizada em um trecho da Praça 24 de Outubro e antecedia os fins de semana da Festa de São Tiago. Atualmente acontece em apenas um dia (durante a tarde) no estacionamento e no pátio da paróquia. São apresentadas dança de quadrilhas.
- Festa Agostinga (extinta) - Era realizada na Rua Aitinga durante o mês de agosto. As ultimas edições ocorreram em 1987 e 1992.
- Festa Agostina (extinta) - Surgiu na década de 90 como substituta da festa Agostinga e era realizada na Praça 24 de Outubro.
- Baile popular de carnaval (extinta) - A festa de rua carnavalesca acontecia na Rua Padre Januário. Na década de 90 passou a ser realizada na Praça 24 de Outubro. Hoje em dia não existe mais a festa, entretanto, existe um pequeno movimento de pessoas, além de ser colocado som ao ar livre com músicas carnavalescas.
- Festa Junina da rua Relicário - Realizada no mês de Junho, tinha sido esquecida mas neste ano de 2008 voltou a ser realizada, por um grupo de futebol onde seu mascote é um golfinho e a festa que é realizada lá no finalzinho da rua mostrou que é um grande sucesso. É bom ouvir o apresentador da festa dizer em alto e bom som que "o arraiá da família Relicário" está bom demais,já estou esperando o próximo.
- Festa Julina da Vila Santo André - Festa realizada Anualmente na Praça Monsenhor Dr. Lucas, com barracas de comidas e músicas típicas.
- Iniciação Teatral da AMORVISA - Curso de Iniciação Teatral para crianças de 10 a 15 anos, toda sexta das 19:00 as 21:00 - Sede da AMORVISA

## Esporte
O único time de futebol do bairro de Inhaúma é o Everest Atlético Clube, com as cores azul e amarelo. Foi fundado em 28 de abril de 1953, no bairro de Inhaúma. Já disputou as Séries B e C do Campeonato Estadual do Rio de Janeiro. Hoje se encontra licenciado.
A Associação Atlética Nova América também foi cadastrada na Federação de Futebol do Rio de Janeiro FERJ, mas não participa mais de campeonatos. Com as cores alvinegras foi fundada em 13 de dezembro de 1928. Possui uma quadra no bairro onde aconteciam os principais bailes de carnaval de Inhaúma.

### Praças esportivas
- Estádio Ademar Bebiano - Futebol, pertencente ao Everest Atlético Clube - Capacidade para mil pessoas.

### Prática coletiva gratuita
- Ginástica matinal para pessoas da melhor idade organizado pela prefeitura. Praça 24 de Outubro. 7 da manhã.

- Ginástica da Terceira Idade gratuita na Praça Monsenhor Dr. Lucas, Vila Santo André - Toda terça e quinta das 7:00 às 8:00 da manhã.
- Dança para terceira idade no salão do clube Everest nas segundas, quartas e sextas a partir das 18:00hs.

## Informações sociais

### Órgãos públicos
- XII Região Administrativa - Inhaúma - Estrada Ademar Bebiano, 3151

- 44ª Delegacia Policial - Inhaúma - Avenida Pastor Martin Luter King Jr, próxima à estação de metrô de de Inhaúma

### Associação de moradores
- AMORVISA - Associação dos Moradores da Vila Santo André - Rua Lord Baden Powell, 134 - Subsolo - Declarada de Utilidade Pública Federal em 26 de maio de 2010

### Obras públicas em andamento / projetos
- Modernização do sistema de iluminação da Avenida Adhemar Babiano e algumas ruas transversais, com troca de luminárias e a inserção de luminárias exclusivas para calçadas. Responsável: PREFEITURA DA CIDADE DO RIO DE JANEIRO - Andamento: em fase de conclusão - Situação: em obras. informação atualizada em Junho/2011

- Obra iniciada em 2011 (Governo Paes)
- Criação de Clínica da Família na Av. Pastor Martin Luter King Jr, logo após a Delegacia, sentido Engenho da Rainha. Responsável: PREFEITURA DA CIDADE DO RIO DE JANEIRO - Andamento: em fase de projeto - Situação: em estudos. informação atualizada em junho/2011
- Criação de Clínica da Família na Estrada. Adhemar Bebiano, em frente à Primeira Igreja Batista de Inhaúma(nº 3805), no Engenho da Rainha. Responsável: PREFEITURA DA CIDADE DO RIO DE JANEIRO - Andamento: inicio das obras - Situação: em obras.

- Obra iniciada em 2011 (Governo Paes)
- Criação de canteiro central na Estrada Ademar Bebiano, implantação de mão única em trecho da avenida Itaóca e criação anel viário entre a Estrada Ademar Babiano e Avenida Itaóca. Implantação de rede de eletricidade e serviços subterrânea, implantação de novos postes e abrigos de ônibus - Responsável: PREFEITURA DA CIDADE DO RIO DE JANEIRO - Andamento: 80% das obras prontas (segundo site da prefeitura) - Situação: Em andamento, faltando conclusão do canteiro central após o PAM de Del Castilho sentido Linha Amarela, instalação de abrigos de ônibus e asfaltamento na Ademar babiano. Instalação de novos postes de iluminação no trecho da Av. Itaóca e asfaltamento. Instalação de sinalização de trânsito (semáforos, sinalizações horizontais e verticais);  - Andamento: 100% - Situação: finalizada. informação atualizada em Dezembro/2009

- Obra iniciada em 2004 (Governo Cesar Maia)… Finalizada em 2009 (Governo Eduardo Paes)
- Melhorias nos trechos do rio entre as ruas Aitinga e Upitanga e áreas em céu aberto nas ruas próximas a Avenida Itaóca. Responsável: PREFEITURA DA CIDADE DO RIO DE JANEIRO - Andamento: 100% - Situação: finalizada. informação atualizada em Dezembro/2009

- Obra iniciada em 2008 (Governo César Maia)… Finalizada em 2009 (Governo Eduardo Paes)
- Bicicletário da estação de metrô de Inhaúma. Responsáveis: SECTRAN / CONCESSIONÁRIA METRO RIO - Andamento: 100% - Situação: Terminado - informação atualizada em Novembro/2010 - Secretaria de Comunicação do Governo do Estado

-Obra concluída (Governo Sérgio Cabral -1 Mandato)
- Obras na Praça 24 de Outubro - Criação de área coberta no corredor superior que corta de forma horizontal a praça 24 de Outubro - Andamento: concluído - informação atualizada em Agosto/2008 ** Mudança dos equipamentos de entretenimento para crianças para a área onde havia anteriormente o jardim central - Andamento: concluído - informação atualizada em Setembro/2008

Obra iniciada e finalizada em 2008 (Governo César Maia)

### Obras públicas vetadas / Projetos não realizados
- Projeto de Lei n.º 1874/2003 - AUTORIZA O PODER EXECUTIVO A CONSTRUIR UM VIADUTO SOBRE A LINHA DO METRÔ, NO BAIRRO DE INHAÚMA, E DÁ OUTRAS PROVIDÊNCIAS.

Motivos do veto: 
- Projeto de Lei n.º 1384/99 - AUTORIZA O PODER EXECUTIVO A CONSTRUIR UM VIADUTO SOBRE A LINHA DO PRÉ-METRÔ ENTRE OS BAIRROS DE INHAÚMA E PILARES, QUE SERVIRÁ PARA LIGAR AS RUAS ÁLVARO DE MIRANDA E PADRE JANUÁRIO E DÁ OUTRAS PROVIDÊNCIAS

Informações de tramitação: 
- Projeto de Lei n.º 689/89 - AUTORIZA O PODER EXECUTIVO A INSTALAR UMA BIBLIOTECA PÚBLICA NO BAIRRO DE INHAÚMA NO MUNICÍPIO DO RIO DE JANEIRO E DÁ OUTRAS PROVIDÊNCIAS

Informações de tramitação: 